# هنري ستيرن
هنري ستيرن (بالإنجليزية: Henry Stern)‏ هو سياسي أمريكي، ولد في 1 مايو 1935 في الولايات المتحدة. حزبياً، نشط في الحزب الليبرالي لنيويورك.